# Quartier de Rohan
Le quartier de Rohan est un quartier de la ville de Vannes. Il est situé à l'ouest du quartier de la gare, au nord du centre-ville et au sud de la ligne SNCF.

## Délimitation géographique
Le quartier de Rohan forme un quadrilatère délimité au nord par la ligne SNCF, au sud par la cité de Rohan, à l'est par la rue François de Chateaubriand et à l'ouest par le centre d'affaires Pompidou et le parc des vallons de Kérizel jusqu'à l'actuel giratoire de l'avenue Pompidou. Il est traversé par le ruisseau de Rohan.

## Vie de quartier

### Lieux importants
- Centre d'affaires Pompidou

### Parcs
- Parc des vallons de Kérizel

### Écoles
- École de Rohan